# Тішит
Тішит (араб. تيشيت) — давнє укріплене поселення (ксар), а також невелике, частково покинуте, сучасне місто в мавританській області Тагант. Разом з ксарами Уадан, Шинґетті, Уалата є пам'ятником Світової спадщини ЮНЕСКО.
Місто було засноване приблизно в 1150 році біля підніжжя плато Такант, відоме своєю традиційною архітектурою. Основне заняття місцевих жителів — сільське господарство (вирощування фінікових пальм), в місті знаходиться невеликий музей.